# République cispadane
1796–1797
Entités précédentes :
- États pontificaux
- République bolonaise (sœur avec la  République française)
- Duché de Modène ( Saint-Empire)

Entités suivantes :
- République cisalpine (sœur avec la  République française)

La République cispadane (de Padus, Pô) est une « république sœur » de la République française, proclamée le 27 décembre 1796, à Modène. Les républiques cispadane et transpadane furent réunies en une République cisalpine le 29 juin 1797.

## Histoire
À la suite de l'entrée de Bonaparte en Italie, le 10 avril 1796, les troupes françaises envahirent la Lombardie et occupèrent des villes qui dépendaient tant de l'Autriche (Mantoue) que des États pontificaux (Bologne, Ferrare). À l'automne 1796, les États héréditaires de la maison d'Este (Modène, Reggio, Massa-et-Carrare) furent également occupés.
Au fur et à mesure, des républiques locales furent proclamées : républiques ferraraise, bolonaise, reggiane, modénaise, etc.
Le 15 octobre 1796, les territoires au sud du Pô (Modène, Bologne, Ferrara et Reggio) formèrent une Confédération cispadane, encouragée, de manière non officielle, par Napoléon, qui avait besoin de stabiliser la situation en Italie et de former de nouvelles troupes pour attaquer l'Autriche. Cette confédération fut transformée en République cispadane le 27 décembre et fut dotée d'une Constitution le 19 mars 1797. Elle s'agrandit, le 30 janvier 1797, des pays de Massa-et-Carrare et de la Garfagnana puis, le 19 février 1797, de la Romagne.
Une garde civile fut mise sur pied, composée de chasseurs et d'artilleurs. Le 7 janvier 1797, dans la Sala del Tricolore de Reggio, le congrès décida de former un gouvernement. Ce dernier est constitué par un directoire de trois membres: Ignazio Magnani, Lodovico Ricci, Giambattista Guastavillani qui entre en fonction le 26 avril 1797. Le drapeau choisi était une bannière tricolore horizontale, avec des bandes rouge, blanche et verte. Au centre, entouré d'une couronne de laurier, se trouvait un emblème composé d'un carquois surmontant des trophées de guerre à l'intérieur duquel se trouvaient quatre flèches symbolisant les quatre provinces originelles.
Le 29 juin 1797 la République cispadane fusionne avec la République transpadane, pour former la République cisalpine.